# Hypoperigea tonsana
Hypoperigea tonsana là một loài bướm đêm trong họ Noctuidae.